# Hebende Hand
Hebende Hand ist ein Begriff aus der älteren, mittelalterlichen deutschen Rechtssprache, vor allem des Sachsenspiegels  und bezeichnete das Ertappen des Verbrechers auf frischer Tat, das heißt, "die Hand noch gehoben, die das Verbrechen tut". Eine handhafte Tat rechtfertigte die sofortige Bestrafung des Täters ohne langwierige Beweisaufnahme. Darunter verstand man außer dem Fall, dass der Verbrecher auf der Tat selbst ergriffen worden war, auch die Ergreifung unter Umständen, die seine Täterschaft sicher erkennen ließen (blickender Schein) und den Fall, dass der Täter seine Schuld unumwunden einräumte (gichtiger Mund).